# Осиновик (Вологодская область)
Осиновик — деревня в Устюженском районе Вологодской области.
Входит в состав Никольского сельского поселения, с точки зрения административно-территориального деления — в Никольский сельсовет.
Расстояние по автодороге до районного центра Устюжны — 41 км, до центра муниципального образования деревни Никола — 5 км. Ближайшие населённые пункты — Анашкино, Емельяниха, Костьяново.
Население по данным переписи 2002 года — 3 человека.